# Festivalul Național „Cîntarea României”
Festivalul național „Cântarea României” a fost un ansamblu de manifestări culturale din perioada regimului comunist, organizate de Consiliul Culturii și Educației Socialiste. A fost inaugurat în anul 1976, după primul Congres al culturii și educației socialiste din 2-4 iunie același an .  Festivalul național (al educației și culturii socialiste) „Cântarea României” era organizat bianual, se desfășura pe patru etape (de masă, județeană, inter-județeană și republicană) și era deschis profesioniștilor și amatorilor din mediul cultural. Denumirea a fost inspirată de eseul omonim „Cântarea României”, al lui Alecu Russo.
„Cântarea României” era definită ca un „festival al educației și culturii socialiste…, amplă manifestare educativă, politico-ideologică, cultural artistică de creație și interpretare, menită să îmbogățească și să diversifice viața spirituală a țării, să sporească aportul geniului creator al poporului român la patrimoniul cultural național și universal.” Implicația directă era că orice creație artistică, dar și tehnică, orice manifestare culturală, spectacol de amatori sau folcloric, reprezentație teatrală, etc. trebuiau să obțină aprobarea „activiștilor” responsabili cu Cântarea României, prezenți în fiecare întreprindere și în fiecare sat. Motivul real al înființării festivalului a fost promovarea artiștilor „populari” și înlocuirea artei culte cu arta populară, singura care, în viziunea conducătorului, ar fi trebuit sprijinită.
În mai 2008, Muzeul Țăranului Român a deschis o expoziție-experiment denumită „Cântarea României – ultima ediție”, unde organizatorii au creat o arhivă de obiecte, povești și imagini ale comunismului, relevante pentru oamenii simpli.